# Richard Connor
Richard Carroll "Dick" Connor, född 25 mars 1934 i Pueblo i Colorado, död 8 juli 2019 i Rancho Santa Fe i  Kalifornien, var en amerikansk simhoppare.
Connor blev olympisk bronsmedaljör i höga hopp vid sommarspelen 1964 i Melbourne.